# Zarka (reka)
Reka Zarka (arabsko نهر الزرقاء, latinizirano: Nahr az-Zarqāʾ, dob. 'reka modrega [mesta]') je drugi največji pritok spodnjega toka reke Jordan, za reko Jarmuk. Je tretja največja reka v regiji po letnem pretoku, njeno povodje pa obsega najbolj gosto poseljena območja vzhodno od reke Jordan. Izvira blizu Amana in teče skozi globoko in široko dolino v Jordan, na nadmorski višini 1090 metrov.
Na izviru leži 'Ain Ghazal (عين غزال), glavno arheološko najdišče, ki sega v neolitik. Arheološke najdbe ob toku reke kažejo, da je bilo območje v preteklosti bogato s floro in favno.
Reka je močno onesnažena, njena obnova pa je ena glavnih prioritet jordanskega ministrstva za okolje.
Geološko je reka Zarka stara približno 30 milijonov let. Znana je po svojih jantarnih nahajališčih, ki segajo v hauterivijsko dobo zgodnje krede (135 milijonov let v preteklost). V tem jantarju so našli izjemne rastlinske in živalske vrste, ki odražajo tropske paleo-okoljske pogoje, ki so prevladovali v času odlaganja smole (Kaddumi, 2005; 2007).

## Ime
Arabsko ime Nahr az-Zarqa '(نهر الزرقاء) pomeni 'modra reka', kjer nahr pomeni 'reka' in zarqa (زرقاء) pomeni 'modra'.
Ime je akadskega izvora (Zar-Ka), kar pomeni kraj vode (Zar je 'voda' in Ka je 'kraj' ali 'območje'), od tod pri Mrtvem morju so izviri Zara (Zara; 'voda') in tudi v osrčju Amana je območje, imenovano lokalno (Wadi Sakra), ki prihaja iz Wadi Zara, kar pomeni 'Dolina vode'.

## Biblični Jabok
Reka Zarka se identificira s svetopisemsko reko Jabok. Biblijski Jakob je prestopil Jabok na poti v Kanaan, potem ko je zapustil Harran. Pot vodi zahodno v dolino Sukot, od koder se prestopi čez Jordan in zlahka pride do Šehema, kot je verjetno naredil Jakob. Na ustju doline sta tudi svetopisemski mesti Zaretan in Adam.
Reka je prvič omenjena v Knjigi Geneze v povezavi s srečanjem Jakoba in Ezava ter z bojem Jakoba z angelom (1 Mz 32, 23). To je bila meja, ki je ločevala ozemlje plemen Reuben in Gad od plemena Amon (5 Mz 3, 16), pri čemer je bil slednji opisan kot leži ob Jaboku (4 Mz 21, 24; 5 Mz 2, 37; 5 Mz 3, 16; Jz 12, 2). Ozemlje Sihona je opisano kot od Arnona do Jaboka (4 Mz 21, 24), pozneje pa ga je povrnil amonski kralj (Sod 11, 13. 22-24). Evzebij uvršča reko med Geraso in Aman.

## Potek
Glave vode Zarke se začnejo severovzhodno od Amana, izvirajo iz izvira z imenom 'Ain Ghazal (gazelji izvir'). Reka teče proti severu, preden se usmeri proti zahodu. Teče na vzhodni strani gorovja Gilead in teče približno 105 kilometrov v divji in globoki grapi, preden se izliva v reko Jordan med Gennesaretom (Galilejskim jezerom) in Mrtvim morjem, na višini 1090 metrov pod izvirom . Rečni bregovi so v višjih krajih večinoma strmi in kanjonu podobni. V bližini 'Ain Ghazala se reki pridružita dva vadija s pritokoma, ki se odpre v plitvo kotlino.  Je meja med jordanskimi upravnimi regijami Irbid in guvernorate Balqa.
Reka je trajna, vendar ima v poletnih mesecih zelo majhen pretok od približno 2 do 3 milijona kubičnih metrov na mesec in približno 5 do 8 milijonov kubičnih metrov na mesec v deževnih zimskih mesecih. Zaradi tega je drugi največji pritok spodnjega toka reke Jordan za reko Jarmuk in tretja največja reka v regiji po letnem pretoku. Nepravilne poplave po deževnih nevihtah lahko povečajo pretok na kar 54 milijonov kubičnih metrov. Srednji letni pretok je 63,3 milijona kubičnih metrov . Skupna površina bazena je 3900 km2,  največji v Jordaniji.  Majhen jez, jez Al-Rwyha, blizu vasi Dayr Alla, označuje konec zgornjega dela reke, kjer je naravno in hitro tekoča z zelo čisto vodo. V tej regiji je zelo malo kmetijstva ob bregovih reke, ki so zelo skalnati. Nižje od tega jezu je vodostaj zelo nizek, rečne bregove pa intenzivno uporabljajo za kmetijstvo, pa tudi za pašo ovc in koz .
Jez kralja Talala je bil zgrajen čez spodnjo Zarko leta 1970 in je ustvaril zbiralnik s prostornino 55 milijonov kubičnih metrov in se leta 1987 povečal na 86 milijonov kubičnih metrov. Ob izgradnji je bilo pričakovati, da bo oskrboval vodo za komunalno rabo v regiji Aman. Vendar pa zaradi onesnaženosti v jezeru voda ni primerna za prehrano ljudi in se uporablja samo za namakanje.

### Mostovi
Novi Džeraški most prečka Zarko gorvodno od akumulacijskega jezera kralja Talal, na cesti od Amana do Džeraša. Most je mesto merilne postaje, kjer se neprestano izvajajo meritve pretoka.
V mestu Zarka reko prečka več mostov za vozila in pešce. Najstarejšega od teh so zgradili čečenski ustanovitelji mesta. Trenutni mostovi so most Zawahreh, ki povezuje ulico Baha 'al-Din z ulico al-Zuhur in še en, ki povezuje ulico Baha' al-Din z ulico kralja Talala. Dva mostova za pešce povezujeta ulico Al-Zuhur in Ulico Baha 'al-Din ter Ulici Wasfi al-Tal in Petra. 

## Naravna zgodovina
Geološki izvor reke Zarka je star približno 30 milijonov let, ko je nastal Jordanski tektonski jarek. Učinek njenega nastanka je bil ustvarjanje stranskih vadijev. Reka Zarka se je vklesala v zahodni rob enega od teh stranskih vadijev . Najstarejše izpostavljene tvorbe na tem območju izvirajo iz triasnega in zgodnjega jurskega obdobja in so bile imenovane Zerqa in Kurnub formacije. Skalne tvorbe so morski sedimenti, ostanki prazgodovinskega oceana Tetida, ki je nekdaj pokrival območje in potekal približno od vzhoda do zahoda, na polovici sedanjega Mrtvega morja. Ob Zarki je bil najden kristalinski apnenec, ki se je izmenjeval s skrilavcem. Naslednja plast je 20–30 metrov visoka plast sadre, glinenega apna, skrilavca in z železom bogatega kamna in peščenjaka. Ta plast je bogata s fosili .

### Rastlinstvo
Arheološke najdbe ogljenih ostankov kažejo, da sta topol in tamariša nekoč rasla ob bregovih Zarke, na pobočjih pa gozdovi divjega hrasta. Danes je v poplavnih ravnicah še vedno razširjena tamariša, bregovi pa so obdelani kot sadovnjaki in zelenjavna polja. Ob reki Zarka se črpa voda neposredno in se uporablja za namakanje pridelkov listnate zelenjave, kot so peteršilj, špinača, zelje, cvetača in zelena solata, pa tudi krompir. Tudi oljke so ob bregovih reke. Tulipani rastejo na mnogih pobočjih reke , medtem ko na območju izvirov in vodotoka najdemo vodno vegetacijo. Naravni borovi gozdovi rastejo na območju zbiralnika kralja Talala. Ob bregovih gornjega toka, kjer je reka še divja, najdemo navadno trstičevje, navadni oleander in rogoz.
Ker je voda Zarke zelo onesnažena, z visoko vsebnostjo organskih snovi in različnih kemičnih spojin (zlasti detergentov in barvil), je uporaba za namakanje bistveno spremenila biotsko raznovrstnost naravne flore in povzročila izginotje večine sladkovodnih vrst. 

### Živalstvo
V prazgodovini je bilo območje bogato s favno, ugotovljenih je bilo 45 različnih živalskih vrst, od tega polovica divjih živali. Najpogostejše so bile udomačene koze, gazeli pa najpogostejše vrste divjih živali.
Danes je na območju še vedno raznolika populacija ptic in sesalcev, nekatere od ugotovljenih plemenskih vrst pa ne živijo nikjer drugje v Jordaniji.
Med najdenimi vrstami ptic so: zlatovranka, puščavski škrjanec (Ammomanes deserti ), palestinski vrabec (Passer moabiticus), beloperuti trobentar (Rhodospiza obsoleta) in zeleni  čebelar (Merops persicus). Zbiralnik kralja Talala predstavlja jezero, ki je habitat za selitvene vodne ptice in različne vrste rib. Pomembne ptice, ki jih najdemo na območju jezera so: čapljica, kravja čaplja (Bubulcus ibis), siva čaplja, bela štorklja, kreheljc (Anas crecca) in liska. V vodah jezera so nekatere  avtohtone vrste rib, nekatere pa so vnesene vrste. Najpogostejše so tilapije. Ptice selivke prezimijo tudi v umetnih bazenih, kot je čistilna naprava za odpadne vode Kherbit Al-Samra, ki je v široki depresiji v bližini Wadi Dhulayl, glavnega pritoka reke Zarka. Tam so opazili kar 6000 belih štorkelj. Sesalci, ki jih najdemo na tem območju, so vidra (Lutra lutra) in kavkaška veverica (Sciurus anomalus). Vidra velja za ogroženo vrsto.

## Zgodovina
Dolina Zarke je bila pomemben prehod, ki je povezoval Vzhodno puščavo z dolino Jordana.

### Prazgodovina
'Ain Ghazal, originalni izvir, ki napaja reko Zarka, je pomembno arheološko najdišče, ki sega v neolitik. Neprekinjeno je bil zaseden več kot dva tisoč let, najstarejše najdbe pa segajo v leto 7200 pred našim štetjem. 'Ain Ghazal je eno najstarejših znanih človeških naselij z dokazi o udomačenih živalih. S približno 3000 prebivalci na svojem višku je bilo tudi eno največjih prazgodovinskih populacijskih središč na Bližnjem vzhodu, s približno petkrat večjo populacijo sosednjega Jeriha.

### Železna doba
Med raziskavo doline Zarka leta 1982 so odkrili številna najdišča iz stare železne dobe, koncentrirana ob bregovih Zerke in njenih pritokov. Eden od njih, Tulul adh-Dhahab, je zdaj v nadaljnjih raziskavah.

### Helenistični Džeraš
Wadi Džaraš, severni pritok reke Zarka, teče skozi sodobno mesto Džeraš. Mesto je bilo naseljeno že od bronaste dobe, bilo je pomembno grško-rimsko mesto znano kot Gerasa, kjer je živel ugledni matematik Nikomah. Razvaline mesta so dobro ohranjene in so jih veliko izkopavali.

### Sodobno mesto Zarka
Zarka, drugo največje mesto Jordanije, je zgrajeno na bregovih reke Zarka in je ob njenem toku največje naselje. Mesto Zarka so leta 1902 ustanovili čečenski priseljenci. Njegovo prebivalstvo je hitro naraščalo s prilivom palestinskih beguncev, ki so med šestdnevno vojno zbežali z Zahodnega brega.

## Okoljski izzivi
Reka Zarka je zelo onesnažena. Na mnogih območjih surova kanalizacija odteka neposredno v reko skozi suhe struge (vadi) in jo onesnažuje ter ustvarja smrad, ki povzroča številne pritožbe, zlasti v poletnih mesecih. Čeprav so naprave za čiščenje odplak zgrajene na nekaj lokacijah (vključno 'Ain Ghazal in Khirbet As Samra), te pogosto prejmejo več odplak, kot jih zmorejo prečistiti. Takšen preliv se pojavi med zimskimi poplavami, pa tudi v poletnih mesecih, ko se število prebivalcev poveča s povratkom delavcev migrantov v Aman. Med prelivom neprečiščena voda teče neposredno v reko Zarka. Zaradi tega je reka rjavkasto obarvana, pogosto z gosto peno zaradi velikih količin organskih snovi. Drugi viri onesnaževal so nezakonito odmetavanje industrijskih odpadkov, vključno s tistimi iz tekstilnih tovarn, ter baterij in olj iz garaž.
Povodje reke obsega najbolj gosto poseljena območja vzhodno od reke Jordan in teče skozi industrializirano območje, v katerem deluje več kot 52 % jordanskih industrijskih obratov, vključno z rafinerijo nafte. V poletnih mesecih prečiščena komunalna in industrijska odpadna voda sestavljata skoraj ves pretok in bistveno poslabšata kakovost vode. Skupaj s prekomernim črpanjem vode iz podzemnega vodonosnika in naravno nizkim baznim tokom Zarke je to velik problem, ki ga opisujejo kot eno od črnih žarišč v Jordaniji. Jordansko ministrstvo za okolje je postavilo sanacijo Zarke kot glavno prednostno nalogo. Projekt obnove naj bi stal 30 milijonov dolarjev.